# Martin Salm
Martin Salm (* 27. Mai 1955 in Düsseldorf; † 7. November 2015 in Berlin) war von Juli 2007 bis März 2015 Vorstandsvorsitzender der Stiftung „Erinnerung, Verantwortung und Zukunft“.

## Leben
Salm studierte Altamerikanistik, Ethnologie und Volkswirtschaftslehre in Bonn und Berlin. Nach der Promotion trat er 1981 als Lateinamerikareferent beim Deutschen Caritasverband (DCV) ein und leitete ab 1992 die weltweite Not- und Katastrophenhilfe des Wohlfahrtsverbands. 1997 übernahm er die Leitung des Hilfswerks Caritas international (Ci) und war bis 2005 Mitglied des Geschäftsführenden Vorstands des DCV.
Im Jahr 2006 wurde er zum Mitglied des Vorstands der Stiftung „Erinnerung, Verantwortung und Zukunft“ gewählt. Im Juli 2007 übernahm er als Nachfolger von Michael Jansen den Vorsitz des Vorstands. Er führte die Stiftung gemeinsam mit Vorstandsmitglied Günter Saathoff. Die Stiftung „Erinnerung, Verantwortung und Zukunft“ wurde im Jahr 2000 per Gesetz vom Deutschen Bundestag gegründet. Die Stiftungsmittel wurden je zur Hälfte vom Bund und der Stiftungsinitiative der deutschen Wirtschaft aufgebracht. Zweck der Stiftung war die Organisation eines weltweiten Auszahlungsprogramms zugunsten von Opfern nationalsozialistischen Unrechts, vor allem von NS-Zwangsarbeitern. Neben dem Auszahlungsprogramm wurde auf der Grundlage der Kapitalerträge eines dauerhaft verbleibenden Stiftungskapitals (Grundkapital hierfür im Jahr 2000: 700 Millionen DM) ein Förderprogramm aufgebaut. Unter der Führung von Salm wurde die Stiftungsarbeit nach dem Ende des Auszahlungsprogramms neu positioniert: In Erinnerung an die Opfer des Nationalsozialismus übernimmt die Stiftung Verantwortung für Menschenrechte und Völkerverständigung und engagiert sich weiterhin für Überlebende.